# Troféu Maurice "Rocket" Richard

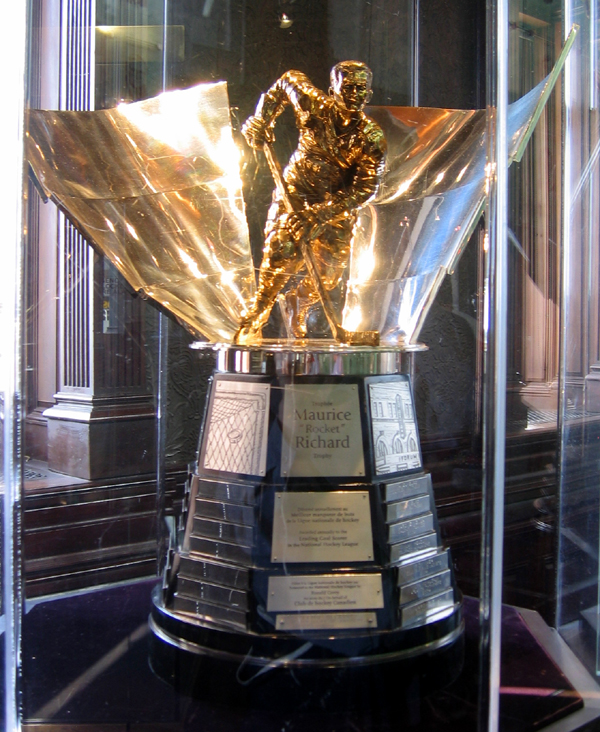
Troféu Maurice Rocket Richard.

O Troféu Maurice "Rocket" Richard é o prêmio anual atribuído pela National Hockey League ao jogador que marcar mais gols ao longo da temporada regular. Não existe critério de desempate. O atual detentor do troféu é Leon Draisatl, do Edmonton Oilers, e o maior vencedor é Alexander Ovechkin, do Washington Capitals, que conquistou a artilharia nove vezes.

## Vencedores
Legenda
- (#) Incluindo o número de títulos de artilharia antes do início do Troféu
- * Temporada reduzida por locaute.
- ** Temporada reduzida pela pandemia de COVID-19.

| Temporada | Vencedor                         | Time                             | Gols                             | Jogos                            | Número do Prêmio                 |
| --------- | -------------------------------- | -------------------------------- | -------------------------------- | -------------------------------- | -------------------------------- |
| 1998-99   | Teemu Selänne                    | Mighty Ducks of Anaheim          | 47                               | 75                               | 1 (3)                            |
| 1999-2000 | Pavel Bure                       | Florida Panthers                 | 58                               | 74                               | 1 (2)                            |
| 2000-01   | Pavel Bure                       | Florida Panthers                 | 59                               | 82                               | 2 (3)                            |
| 2001-02   | Jarome Iginla                    | Calgary Flames                   | 52                               | 82                               | 1                                |
| 2002-03   | Milan Hejduk                     | Colorado Avalanche               | 50                               | 82                               | 1                                |
| 2003-04   | Rick Nash                        | Columbus Blue Jackets            | 41                               | 80                               | 1                                |
| 2003-04   | Ilya Kovalchuk                   | Atlanta Thrashers                | 41                               | 81                               | 1                                |
| 2003-04   | Jarome Iginla                    | Calgary Flames                   | 41                               | 81                               | 2                                |
| 2004-05   | Temporada cancelada por lockout. | Temporada cancelada por lockout. | Temporada cancelada por lockout. | Temporada cancelada por lockout. | Temporada cancelada por lockout. |
| 2005-06   | Jonathan Cheechoo                | San Jose Sharks                  | 56                               | 82                               | 1                                |
| 2006-07   | Vincent Lecavalier               | Tampa Bay Lightning              | 52                               | 82                               | 1                                |
| 2007-08   | Alexander Ovechkin               | Washington Capitals              | 65                               | 82                               | 1                                |
| 2008-09   | Alexander Ovechkin               | Washington Capitals              | 56                               | 79                               | 2                                |
| 2009-10   | Sidney Crosby                    | Pittsburgh Penguins              | 51                               | 81                               | 1                                |
| 2009-10   | Steven Stamkos                   | Tampa Bay Lightning              | 51                               | 82                               | 1                                |
| 2010-11   | Corey Perry                      | Anaheim Ducks                    | 50                               | 82                               | 1                                |
| 2011-12   | Steven Stamkos                   | Tampa Bay Lightning              | 60                               | 82                               | 2                                |
| 2012-13*  | Alexander Ovechkin               | Washington Capitals              | 32                               | 48                               | 3                                |
| 2013-14   | Alexander Ovechkin               | Washington Capitals              | 51                               | 78                               | 4                                |
| 2014–15   | Alexander Ovechkin               | Washington Capitals              | 53                               | 81                               | 5                                |
| 2015–16   | Alexander Ovechkin               | Washington Capitals              | 50                               | 79                               | 6                                |
| 2016–17   | Sidney Crosby                    | Pittsburgh Penguins              | 44                               | 75                               | 2                                |
| 2017–18   | Alexander Ovechkin               | Washington Capitals              | 49                               | 82                               | 7                                |
| 2018-19   | Alexander Ovechkin               | Washington Capitals              | 51                               | 81                               | 8                                |
| 2019-20** | Alexander Ovechkin               | Washington Capitals              | 48                               | 68                               | 9                                |
| 2019-20** | David Pastrnak                   | Boston Bruins                    | 48                               | 70                               | 1                                |
| 2020-21** | Auston Matthews                  | Toronto Maple Leafs              | 41                               | 52                               | 1                                |
| 2021-22   | Auston Matthews                  | Toronto Maple Leafs              | 60                               | 73                               | 2                                |
| 2022-23   | Connor McDavid                   | Edmonton Oilers                  | 64                               | 82                               | 1                                |
| 2023-24   | Auston Matthews                  | Toronto Maple Leafs              | 69                               | 81                               | 3                                |
| 2024-25   | Leon Draisaitl                   | Edmonton Oilers                  | 52                               | 71                               | 1                                |